# Водсворт (Нью-Йорк)
Водсворт (англ. Wadsworth) — переписна місцевість (CDP) в США, в окрузі Лівінгстон штату Нью-Йорк. Населення — 173 особи (2020).

## Географія
Водсворт розташований за координатами 42°49′17″ пн. ш. 77°53′38″ зх. д. / 42.82139° пн. ш. 77.89389° зх. д. (42.821447, -77.893876).  За даними Бюро перепису населення США в 2010 році переписна місцевість мала площу 1,33 км², уся площа — суходіл.

## Демографія
Згідно з переписом 2010 року, у переписній місцевості мешкало 190 осіб у 77 домогосподарствах у складі 57 родин. Густота населення становила 143 особи/км².  Було 81 помешкання (61/км²).
Расовий склад населення:
| - 97,4 % — білих - 0,5 % — чорних або афроамериканців |

До двох чи більше рас належало 2,1 %. Частка іспаномовних становила 2,1 % від усіх жителів.
За віковим діапазоном населення розподілялося таким чином: 23,2 % — особи молодші 18 років, 60,0 % — особи у віці 18—64 років, 16,8 % — особи у віці 65 років та старші. Медіана віку мешканця становила 43,3 року. На 100 осіб жіночої статі у переписній місцевості припадало 106,5 чоловіків;  на 100 жінок у віці від 18 років та старших — 94,7 чоловіків також старших 18 років.
Цивільне працевлаштоване населення становило 175 осіб. Основні галузі зайнятості: мистецтво, розваги та відпочинок — 22,3 %, виробництво — 20,6 %, освіта, охорона здоров'я та соціальна допомога — 15,4 %, роздрібна торгівля — 13,7 %.